# 韋勒姆 (麻薩諸塞州)
韋勒姆（英語：Wareham）是一個位於美國麻薩諸塞州普利茅斯縣的鎮。

## 人口
根據2020年美國人口普查的數據，韋勒姆的面積為119.90平方千米，當中陸地面積為92.80平方千米，而水域面積為27.10平方千米。當地共有人口23303人，而人口密度為每平方千米194人。